# 獅潭鄉
獅潭鄉（臺灣客家語四縣腔：siiˊ tamˇ hiongˊ；賽夏語：Sawi'），舊稱「西潭」，位於臺灣苗栗縣的地理中心。北接三灣鄉，東邊北、南段分別與南庄鄉、泰安鄉相鄰，南鄰大湖鄉，西臨公館鄉、頭屋鄉，西北端一小段與造橋鄉相鄰。氣候上屬於副熱帶季風氣候，溫和多雨，雨季主要在5月至9月。鄉內人口約有四千多人，為苗栗縣人口最少且唯一未滿五千人的行政區。結構上則以客家族群為主，約占全鄉總人口的93.6%。境內有原住民族賽夏族的部落，故列為平地原住民鄉鎮。

## 歷史
獅潭鄉的地名由來分為兩種。一說為今境內永興村和百壽村交界處（約在台3線113.2K處）有一座山稜，由遠處眺望看似一頭獅子俯臥於地，伸入旁邊的潭中飲水，故名；另一說為當地原是賽夏族與泰雅族等原住民族聚落生活的區域，其中今日和興村以北地區原為賽夏族西潭社及下樓社的居住地，由西潭社的賽夏語發音轉變而成「獅潭」:43。
「獅潭」隨著舊潭名一直沿用至今成為鄉名。清同治年間，獅潭仍是原住民居地，直到光緒年間黃南球率客家移民入墾才開始為漢籍居住地。台灣清治時期末期至日治時期初期，獅潭地區為一街庄，稱為「獅潭庄」，隸屬於苗栗一堡。1901年（明治三十四年）11月，全台設置二十廳，該庄隸屬於苗栗廳。1909年（明治四十二年）10月，合併二十廳為十二廳，該庄改隸屬於新竹廳。1920年（大正九年），廢十二廳改設五州二廳，隸屬於新竹州大湖郡獅潭庄，下有獅潭、八角林、桂竹林大字。
二戰後1945年，獅潭庄改為獅潭鄉，隸屬新竹縣大湖區:129。1950年，臺灣行政區劃改為十六縣五省轄市，獅潭鄉改隸於苗栗縣:129－130。

## 地理

### 地形
獅潭鄉位於苗栗縣中央，為苗栗縣山線位置居中的鄉鎮，西以八角崠山脈與頭屋鄉、公館鄉相接，北鄰三灣鄉、造橋鄉，東以八卦力山脈與南鄉、泰安鄉相連，南以汶水溪與大湖鄉相隔:14－15。全鄉行政區呈現一長方形狀，地勢由北向南下降，地形是兩側高中間低的縱谷地形，全鄉可依地形分為：八卦力山脈區、八角崠山脈區、獅潭縱谷區等三區，山區全屬雪山山脈山系。在三大地形區中，八卦力山脈區是本鄉東界，是本鄉與南庄、泰安兩鄉相之交界。八角崠山脈區是本鄉西界，是本鄉與公館、頭屋兩鄉之交界。獅潭縱谷側為全鄉菁華地帶，南北大動脈中豐公路—台3線沿著縱谷而行，縱谷是人文活動最重要的地方，全鄉七村居民多生活於縱谷內。

### 水系
全鄉有兩大溪：新店溪與鹽水坑溪，以鄉內「分水崀」為分水嶺。均屬於後龍溪流域，此後龍溪流域在獅潭鄉所佔的面積最大。獅潭鄉山區屬於雪山山脈，溪流切割山脈，水勢湍急，使得獅潭鄉山區成為後龍溪和中港溪這二條中央管河川(舊名『主要河川』)的集水區。
- 新店溪：或稱「獅潭川」。上游和興溪與十九份溪在和興村與新店村交界一帶合為新店溪，在新店村內又有大東勢溪與小東勢溪由東向西注入新店溪，新店溪與台3線平行，在往北流經永興村後向西流，在頭屋鄉神秘谷一帶匯入頭屋鄉明德水庫。明德水庫大壩出水口（明德橋）以下的河段稱為老田寮河，與台13線尖豐公路平行，往西流注入後龍溪中游主流。在西轉這段的新店溪是百壽村與永興村的界線。此新店溪流域是明德水庫最上游的集水區和水資源保護區。

- 鹽水坑溪：或稱做「桂竹林溪」。自豐林村起往新豐村，與台3線平行，往南流經竹木村後在汶水匯入後龍溪上游主流。

- 南港溪：百壽村與三灣鄉三洽坑交界的「新莊仔」一帶是南港溪上游，台3線新莊（新庄）隧道北端出口附近的「新庄橋」下之透明水色之清澈小河，就是南港溪的最上游河段。往西北方向流經三灣鄉、造橋鄉、頭份市，在台13甲線中港溪橋南端匯入中港溪。

南港溪中、下游河段水質之污染狀況較嚴重，水質已明顯惡化，水色經常呈現青綠色或偶爾呈現深黃色或橘黃色，而水質亦不佳，久為沿岸居民（特別是農民）所詬病。主要是受到中、下游河段沿岸之工廠排放之大量工業廢水與少部份的畜牧廢水，長期污染後所導致的混濁溪水顏色。此中、下游河段，同時也是三灣鄉和造橋鄉，頭份市和造橋鄉間的天然界河。
南港溪屬於中港溪流域，此中港溪流域在獅潭鄉所佔的面積最小。

### 人口
戰後初期，獅潭鄉人口逐年增加，至1966年時計有11,560人，是歷年人口最高值。爾後隨著工商業的發展，農村人口往都市集中，政府推行家庭計畫，加上1980年代世界經濟危機時，對於農業的大量衝擊，因此人口逐年遞減，到了1996年時，獅潭鄉人口已下滑至6,034人:82。2001年5月時，獅潭鄉有人口5,471人，同期縣內原本人口最少的鄉鎮泰安鄉則有5,472人，獅潭鄉首次成為苗栗縣人口最少的行政區，至今該鄉人口仍然持續下跌。
根據苗栗縣政府民政處統計，2024年底獅潭鄉戶數約1.7千戶，人口約4千人，是苗栗縣人口最少的行政區，鄉內人口最多與最少的村分別是新店村與新豐村，2024年底兩村人口分別為948人與325人。獅潭鄉的人口老化與少子化問題嚴重，2024年底時，獅潭鄉人口中0至14歲人口佔比4.97%，15至64歲人口佔比63.30%，65歲以上人口則佔比31.74%，老化指數約為639.20%，是苗栗縣青壯年人口佔比最低、人口老化程度最高的行政區，也是臺灣老年人口佔比最高、老化指數最高的鄉。

## 政治

### 歷屆鄉長
| 任次 | 姓名   | 備註     |
| ---- | ------ | -------- |
| 1    | 張鼎秀 |          |
| 2    | 張鼎秀 |          |
| 3    | 張鼎秀 |          |
| 4    | 徐福亮 |          |
| 5    | 徐福亮 |          |
| 6    | 黃燕廷 |          |
| 7    | 黃燕廷 |          |
| 8    | 魏見發 |          |
| 9    | 古石榮 |          |
| 10   | 古石榮 |          |
| 11   | 黃國光 |          |
| 12   | 黃國光 |          |
| 13   | 蕭天福 |          |
| 14   | 古源毓 |          |
| 15   | 古源毓 |          |
| 16   | 賴癸章 |          |
| 17   | 賴癸章 | 解職     |
| 17   | 謝春梅 | 補選上任 |
| 18   | 謝春梅 |          |
| 19   | 劉淑能 |          |

### 鄉政組織

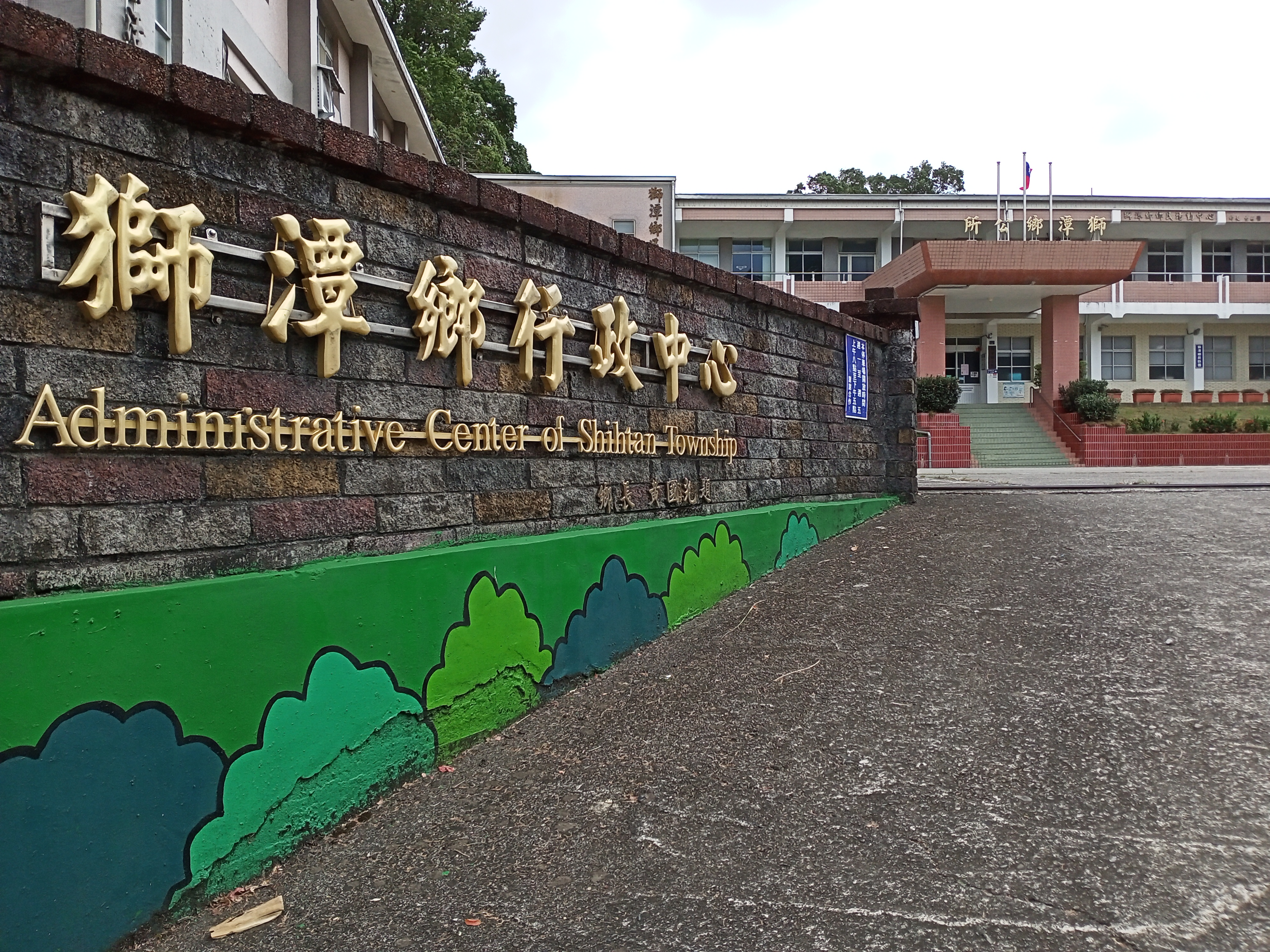
獅潭鄉公所

獅潭鄉公所是獅潭鄉最高層級的地方行政機關，在中華民國政府架構中為鄉自治的行政機關，同時負責執行縣政府及中央機關委辦事項，獅潭鄉的自治監督機關為苗栗縣政府。鄉長由全體鄉民直接選舉產生，任期為四年，可連選連任一次。獅潭鄉公所並置鄉政會議，為鄉政最高決策機構，在鄉長之下，設有4課3室等7個內部單位及1個附屬機關。
獅潭鄉民代表會是獅潭鄉的最高民意機關，代表獅潭鄉全體鄉民立法和監察鄉政。鄉民代表由公民直選選出，任期為四年，可連選連任。獅潭鄉民代表會共有7位鄉民代表，分別為第一選區3席鄉民代表、第二選區2席鄉民代表、第三選區2席鄉民代表，主席、副主席由7位鄉民代表互選產生。

### 行政區
現今獅潭鄉行政範圍的確立，來自於1920年，日本將臺灣改為五州二廳，設獅潭庄屬新竹州大湖郡:129。獅潭庄轄獅潭、八角林、桂竹林等3個大字:132。1945年，改為「獅潭鄉」，屬新竹縣大湖區:129、133。1950年調整行政區域，獅潭鄉改隸新成立的苗栗縣:129－130。
獅潭鄉共轄7村，依據境內地形與水系，可分為北四村與南三村，其行政區域分布情形為：
| 次分區 | 村名   | 村名   | 村名   | 村名   |
| ------ | ------ | ------ | ------ | ------ |
| 北四村 | 百壽村 | 永興村 | 新店村 | 和興村 |
| 南三村 | 豐林村 | 新豐村 | 竹木村 |        |

| 獅潭鄉行政區劃                                     |
| 百壽村 永興村 新 店 村 和興村 豐林村 新豐村 竹木村 |

## 產業經濟

### 市街發展

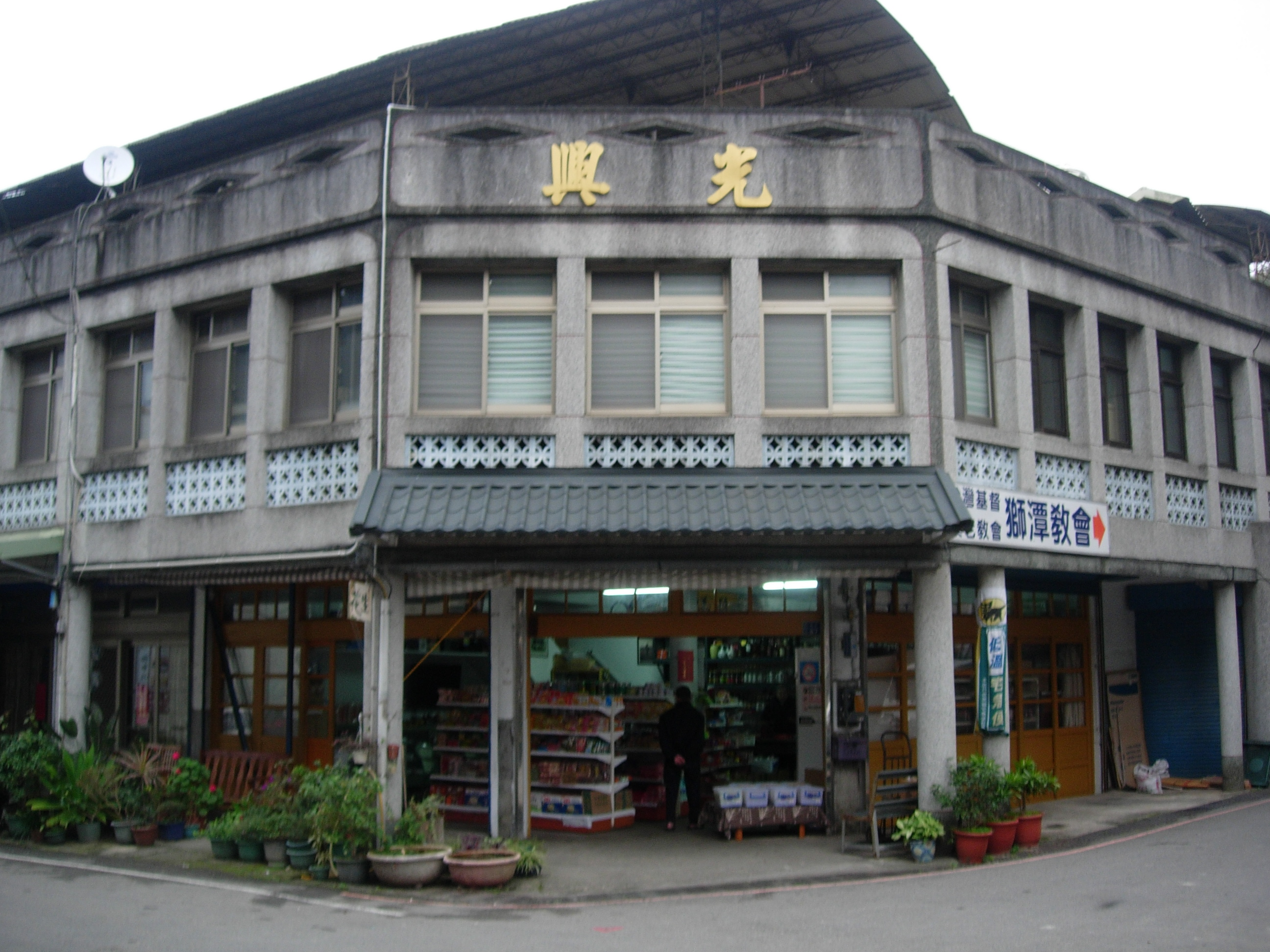
新店老街

- 汶水街道：汶水因處地利之便，是進出大湖、獅潭、錦水三地的交通要道，具轉運之便，是獅潭鄉境內最早有商業聚集規模的街道。1909年舖設的苗栗至南湖的輕便鐵道在汶水設有站點，1960年代是汶水極盛時期，轉運功能在此時達到高峰，然而發展受限於街道狹小的因素，部分機能由汶水溪對岸大湖鄉水尾取代。
- 新店街道：新店從獅潭庄役場設立後開始有市區的發展，當年的市區是現今獅潭國小至大東勢口（苗66線處），1946年後在鄉內機關興建後，市區才轉移到獅潭國小與村史博物館之間。獅潭戲院設立在今義民廟廣場前，足見當年新店市區繁榮景況。[12]

### 農產
早年鄉內農作以稻作及香茅為主，後來因稻米供過於求、香茅經濟利益不再，再加上觀光的興起，南三村改以草苺為經濟作物，道路沿途可見草苺園及販售草苺的商家。北四村經濟作物為水果及茶葉，尤以「仙山茶」為知名，在新店村靠近永興村的中豐公路旁設有獅潭茶街推展觀光。

## 教育

### 國民中學
- 苗栗縣立獅潭國民中學

### 國民小學
- 苗栗縣獅潭鄉獅潭國民小學
- 苗栗縣獅潭鄉豐林國民小學【八角林】
- 苗栗縣獅潭鄉永興國民小學【紙湖】

## 交通

### 重要公路
- 台3線（中豐公路）：是連絡鄉內各村聚落的交通要道，也是旅客進入獅潭最主要利用的道路，通往大湖鄉、三灣鄉，沿途有「百壽隧道」、「新莊隧道」。
- 台6線：通往大湖鄉、公館鄉，也是通往苗栗市的道路之一。
- 台72線（東西向快速公路 後龍－汶水線）
  - 獅潭端(31)：此道路的完工使獅潭前往苗栗市的行車時間大幅減少。
- 縣道124號：從新店村通往南庄鄉蓬萊村，沿途有仙山風景區，與南庄觀光景點連成一線。
- 縣道126號：自永興村接往頭屋鄉明德水庫，除了明德水庫風景線的主要道路，也是前往苗栗市的道路之一。
- 苗22線：獅潭鄉永興村北窩口﹝台3線﹞113K－頭屋鄉（鳴鳳村）－頭屋鄉扒子崗﹝台13線﹞
- 苗26線：苗栗市新東街－新東大橋－公館鄉（北河村）－錫隘隧道－獅潭鄉﹝台3線﹞116K
- 苗63線：獅潭鄉八角林－十一份四－泰安鄉洗水坑
- 苗64線：獅潭鄉八角林－八卦力－泰安鄉砂埔鹿
- 粗坑農路、鹽水坑路：兩道路起於豐林村鹽水坑，在八卦村前合為一路，是泰安鄉八卦村居民對外重要道路。

### 客運
- 苗栗客運
  - 5822 （仙山線） 南庄－八卦力－仙山靈洞宮

- 新竹客運
  - 5657 苗栗－公館－福基－汶水－鹽水坑－獅潭

### 古道
境內有多處古道，早年為運送物資及居民來往的道路，現有古道已成為觀光資源
1. 仙山古道
2. 鳴鳳古道
3. 南隘勇古道
4. 八達嶺古道
5. 延平古道
6. 綠色古道
7. 錫隘古道
8. 鐘樓古道
9. 黃肉崠古道

## 旅遊
- 獅潭老街：又稱新店老街，位於獅潭鄉新店村、獅潭市區，省道台3線、縣道124線終點旁。
- 汶水老街：位於省道台6線、台72線、台3線旁，附近有位於大湖鄉的雪霸國家公園管理處暨汶水遊客中心及法雲禪寺（位於苗栗縣大湖鄉，由台3線省道南下方向右轉橫跨大湖溪的『彼岸橋』，即可抵達法雲禪寺。法雲禪寺以遠眺美景之展望視野之佳而聞名。）等著名景點。
- 錫隘古道：位於苗26線旁，可接頭屋鄉鳴鳳古道。
- 錫隘隧道
- 仙山風景區：参山國家風景區成員。
  - 仙山
  - 獅潭茶街
  - 神仙縱走：神桌山—仙山
  - 仙山靈洞宮：位於縣道124線旁，台灣知名恩主信仰的廟宇。
  - 仙山協靈宮：台灣知名九天玄女廟，設仙水亭。
- 獅潭義民廟
- 獅潭鄉文化會館
- 獅潭村史博物館：又稱獅潭鄉村史館。
- 新店溪畔河濱公園
- 協雲宮：主祀觀音菩薩，新豐村八角坑34號。
- 弘法禪院：佛教寺院，供奉本師釋迦牟尼佛。
- 玉虛宮：主祀關聖帝君，位於豐林村24號。
- 南衡宮 :主祀關聖帝君，位於竹木村北庄。
- 五文宮：主祀五穀仙帝，位於和興村13號。
- 蓮臺山妙音淨苑：佛教學苑，位於竹木村大興窩26-3號，假日開放觀光，以櫻花季聞名。

## 特產
- 大閘蟹
- 桂竹筍
- 仙草（以仙山仙草為名）
- 茶（以仙山茗茶為名）
- 土雞
- 高冷蔬菜
- 柑橘（以桶柑、茂谷柑為主）
- 豆芽
- 草莓
- 生薑

## 外部連結
- 苗栗縣獅潭鄉公所全球資訊網（繁體中文）（页面存档备份，存于）
- 苗栗縣獅潭鄉的Facebook專頁